# Ортопантомография

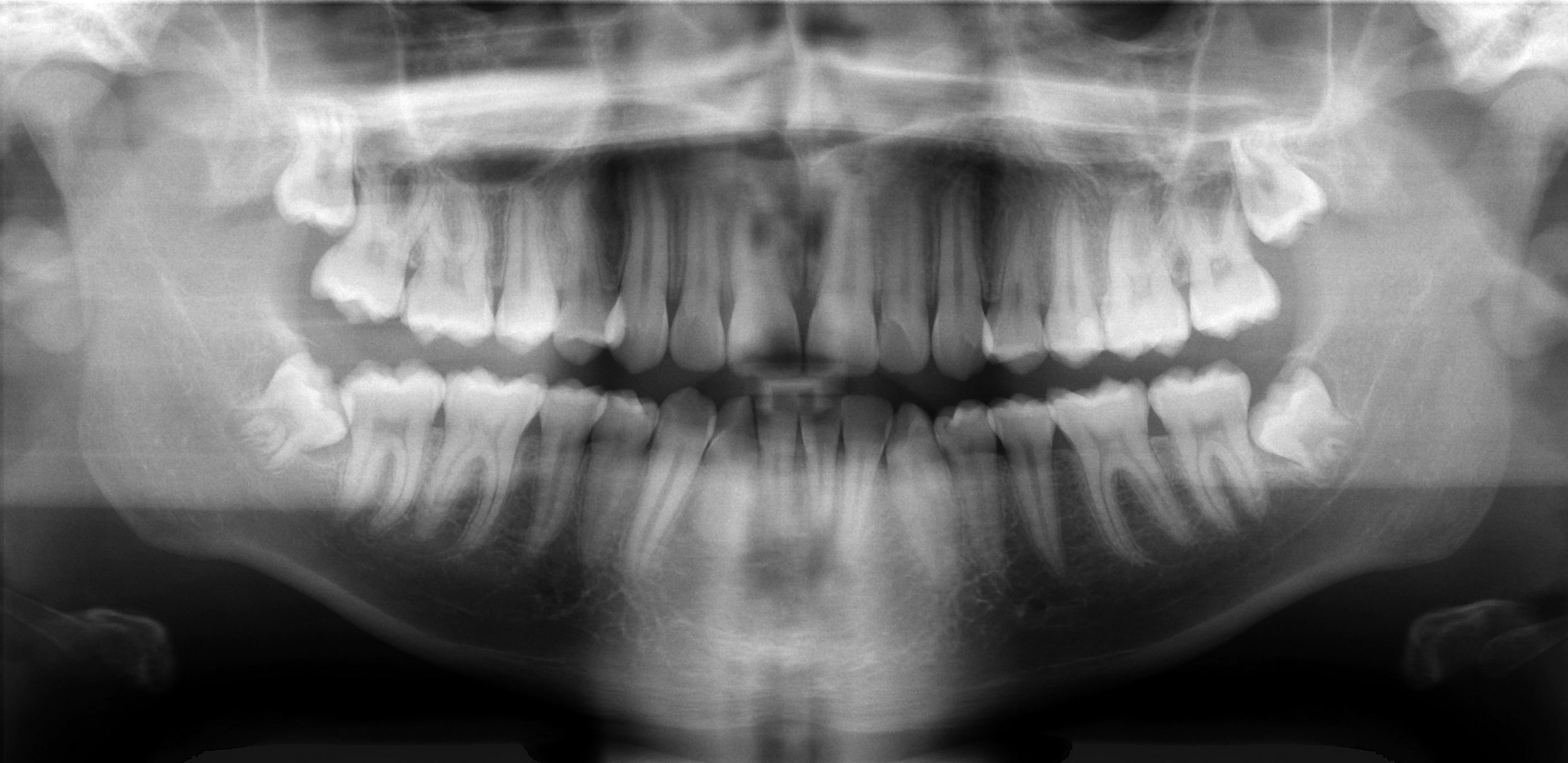
Дентальная панорамная рентгенограмма, показывающая верхнюю и нижнюю челюсти, все зубы, включая «зубы мудрости», лобные и верхнечелюстные пазухи, носовую полость, височно-нижнечелюстной сустав и другие анатомические особенности головы и шеи

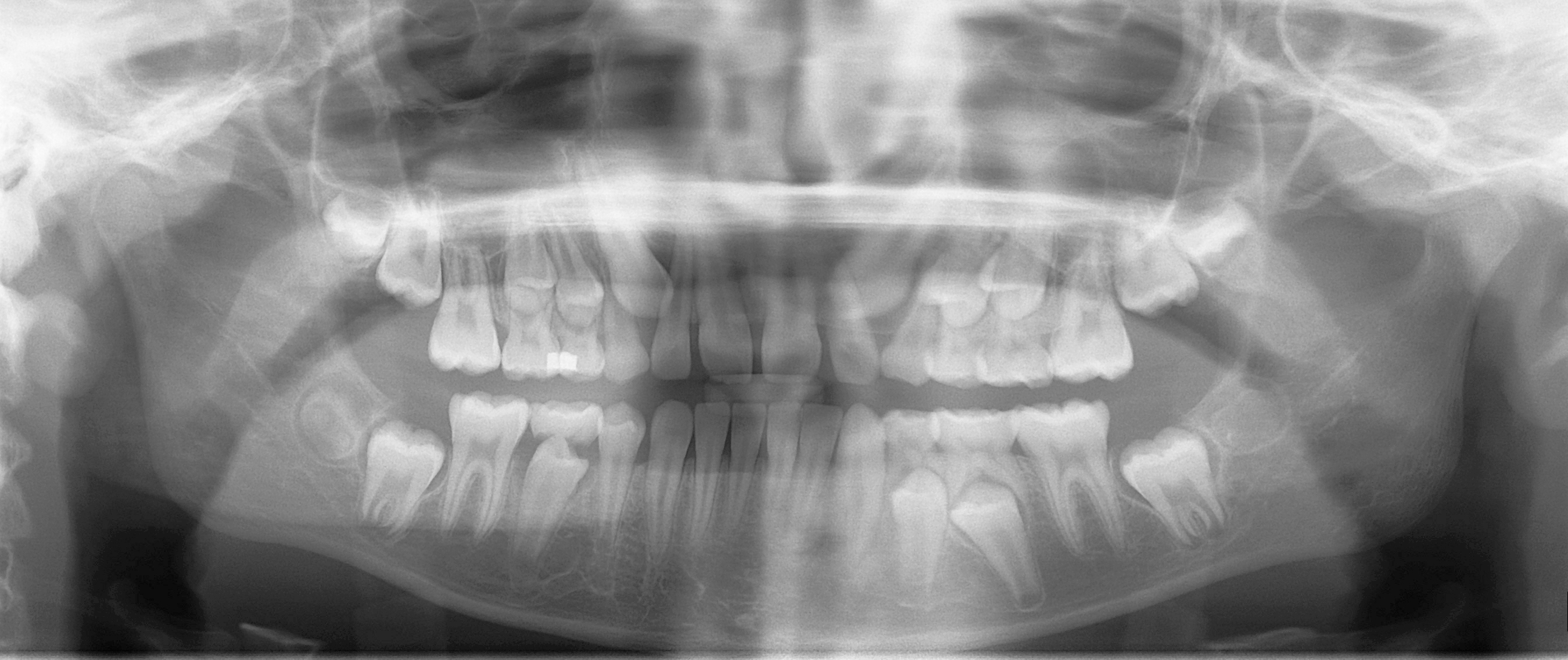
Панорамная рентгенограмма ребёнка 9 лет в сменном прикусе

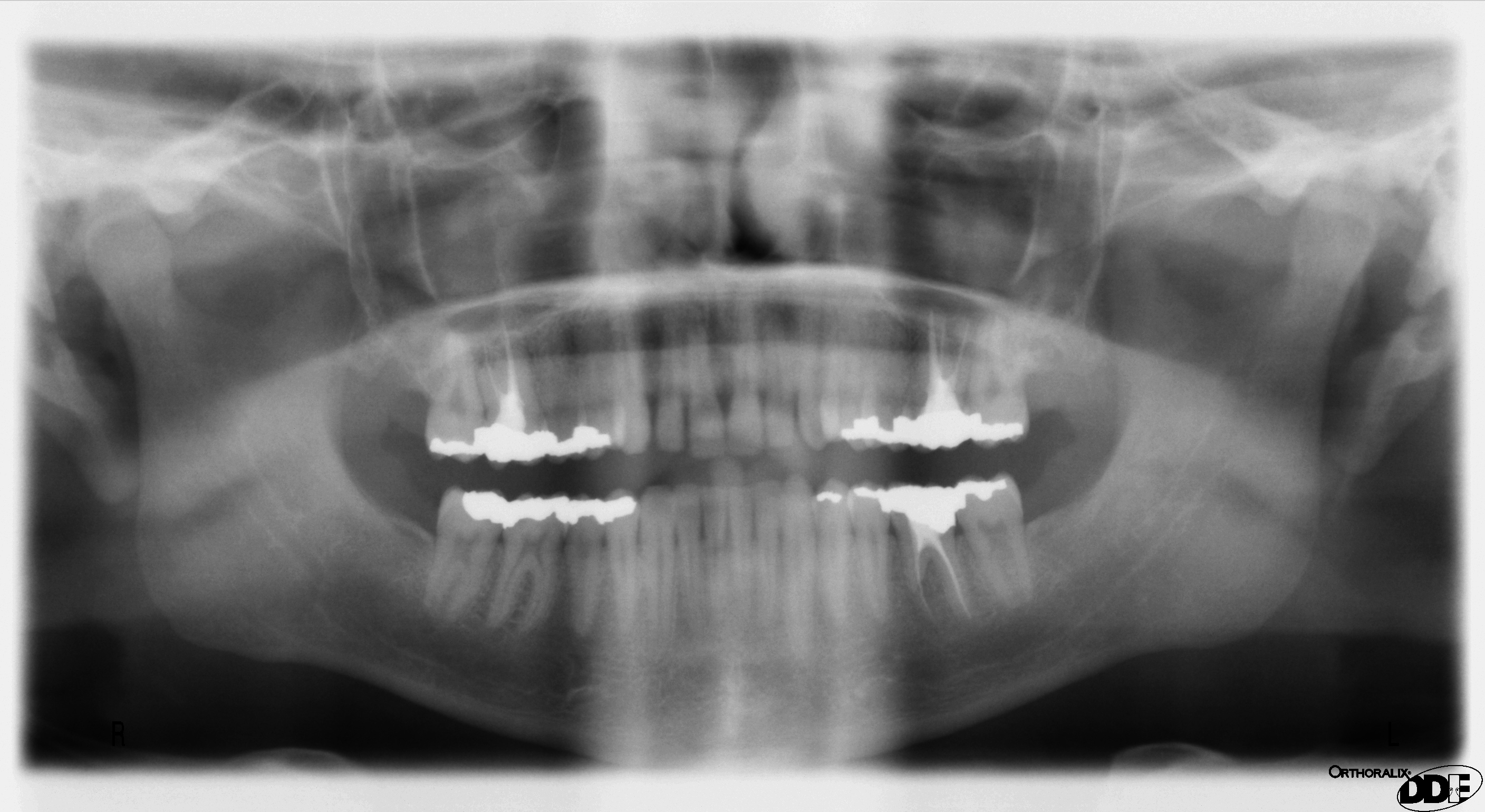
Панорамная рентгенограмма с пломбированными зубами

Ортопантомография (от греч.: orthos — прямой, правильный, pan — всё, tomos — ломоть, отрезанный кусок и grapho — писать, рисовать) — особый вид рентгеновской съёмки костей лицевого скелета, при котором они «развёртываются» в одну плоскость. Другими словами, рентгенологическое исследование в стоматологии, челюстно-лицевой хирургии, косметологии, позволяющее получать развёрнутое изображение всех зубов с челюстями, прилежащими отделами лицевого скелета. Является первичным рентгенологическим исследованием. 
Ортопантомография (ОПТГ) бывает цифровой и плёночной. Однако в последние годы плёночная ОПТГ почти не применяется. Преимущество цифровой ОПТГ:
- снижение времени и дозы облучения пациента;
- получение качественного изображения, подверженного последующим графическим обработкам;
- возможность записи на магнитные носители с созданием электронных архивов.

Показания к ОПТГ 
Выявление поражений:
1. Твёрдых тканей зуба. Воспаление (кариес), нарушение целостности зуба (перелом, дефект участка), наличие дополнительного канала или инструментов в канале, новообразования в тканях и костях кости и пр.
2. Изменений периодонта.
3. Костей челюстей и прилежащего лицевого скелета. Переломы (травматические, патологические) костей челюсти и лицевого скелета, новообразования, воспалительные процессы (остеомиелит, периостит), состояние полостей в костях (околоносовых пазух) и пр.
4. Мягких тканей челюстей. Травмы, новообразования, воспалительные процессы, инородные тела, состояние перед и после внедрения имплантата и пр.
5. Контроль этапов лечения и динамики течения заболеваний (качество пломбировки канала, штифты, имплантаты и пр.).

ОПТГ способствует точной постановке диагноза, контролю за лечением и помогает избежать многочисленных осложнений.

## Галерея

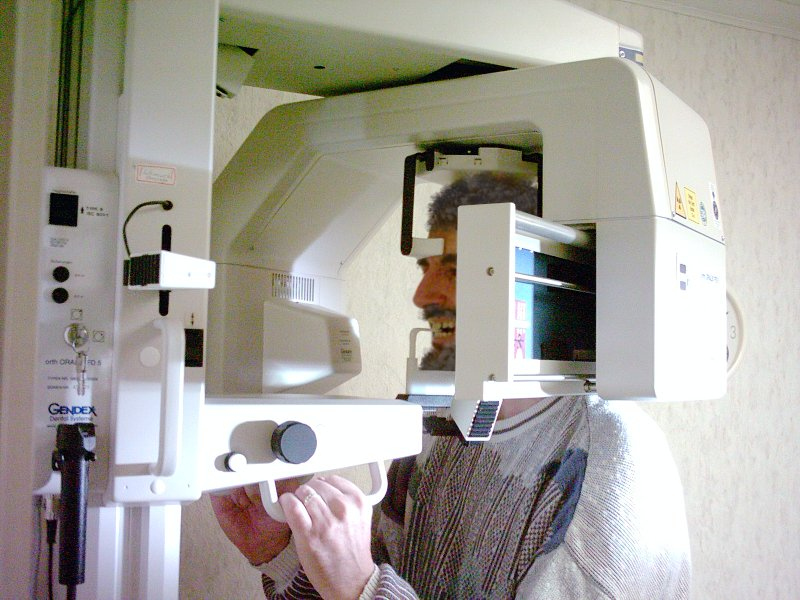
Аппарат панорамной рентгенографии
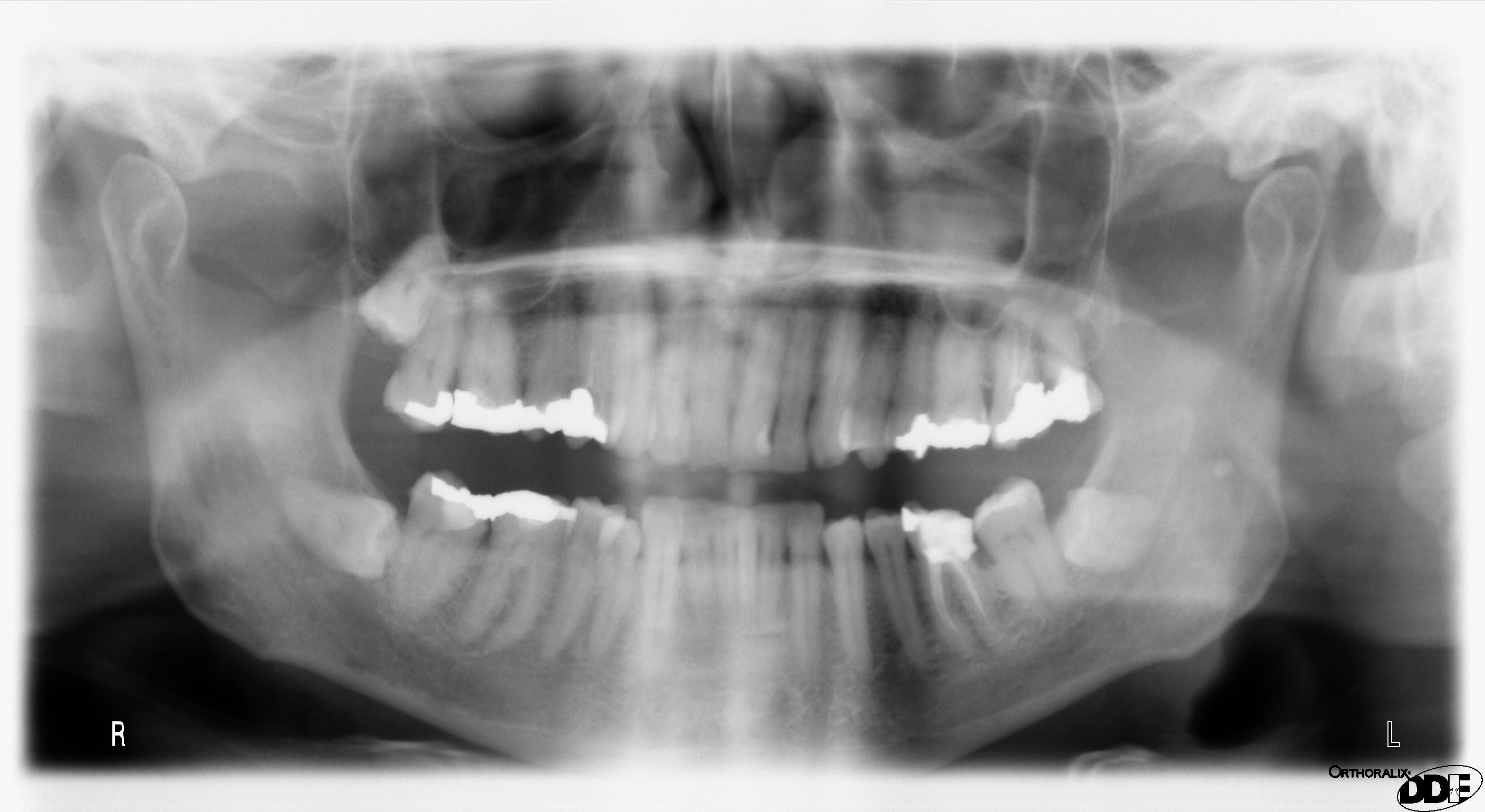
Панорамная рентгенограмма показывает нижние зубы мудрости с горизонтальным ретинированием
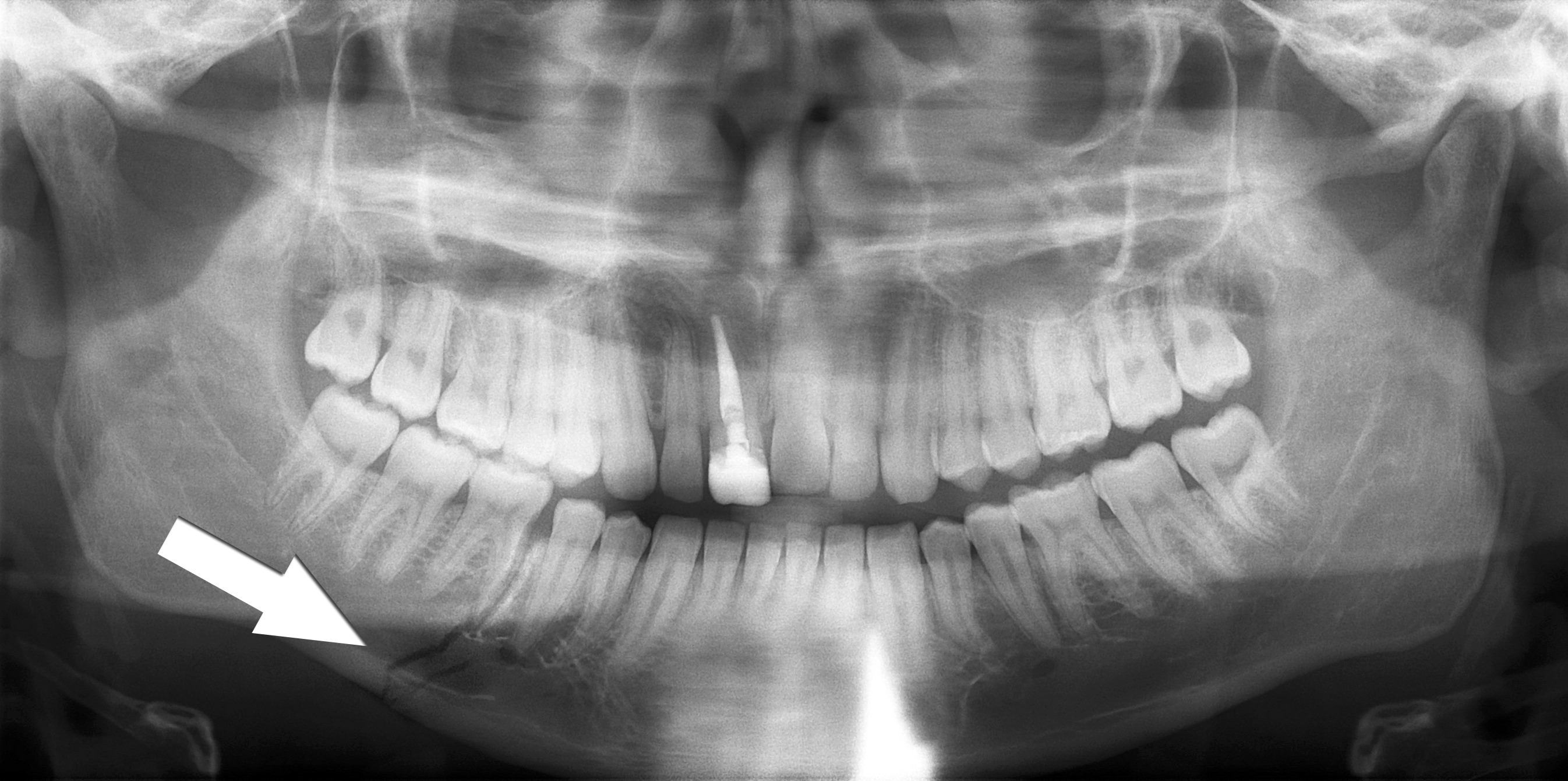
Минимально смещённый перелом правой нижней челюсти. Стрелка отмечает перелом, корневой канал на центральном резце, зубы слева от перелома не соприкасаются
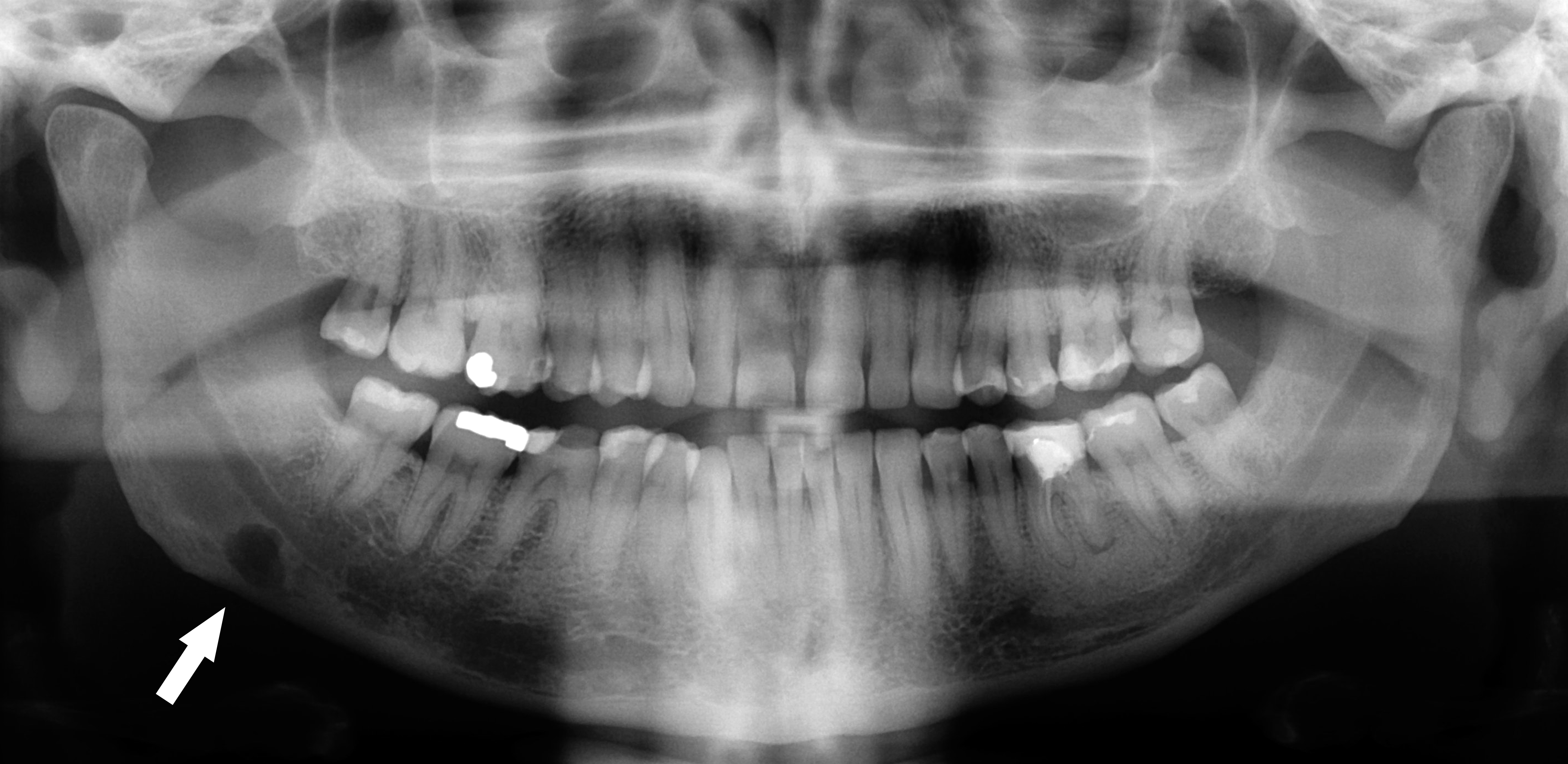
Панорамная рентгенограмма, показывающая дефект Стафне (отмечен стрелкой)
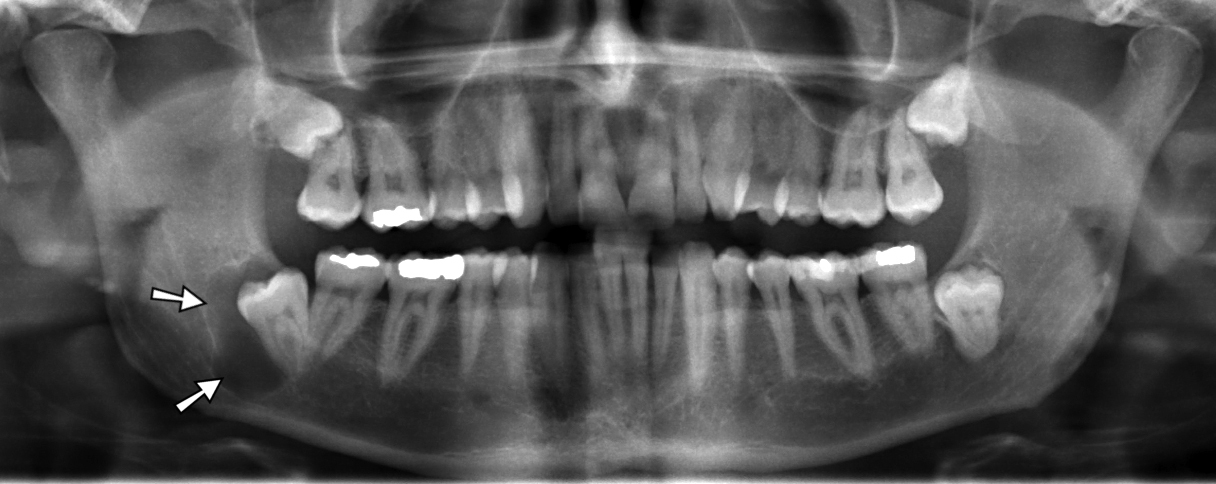
На панорамной рентгенограмме зубов видна зубная киста (отмечена стрелкой)
DXIS — отображение в реальном времени
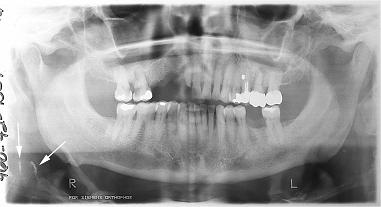
Стрелки указывают на две вертикальные белые линии, которые представляют собой кальцификаты в первой части (проксимальном компоненте) внутренней сонной артерии на панорамных рентгенограммах
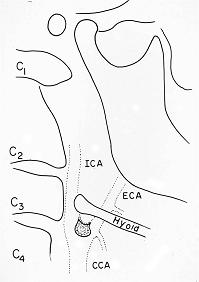
Линия, изображающая панорамную рентгенограмму с овоидной атеромой в области бифуркации общей сонной артерии (CCA), когда она раздваивается (делится) в шее на внутреннюю сонную артерию (ICA), которая снабжает кровью головной мозг, и наружную сонную артерию (ECA), которая снабжает кровью лицо и рот